# Pagurus imarpe
Pagurus imarpe is een tienpotigensoort uit de familie van de Paguridae. De wetenschappelijke naam van de soort is voor het eerst geldig gepubliceerd in 1974 door Haig.